# Alirio Uribe Muñoz
Alirio Uribe Muñoz (Bucaramanga, 28 de noviembre de 1960) es un abogado y político colombiano. 
Entre 2014 y 2018 fue representante a la Cámara por Bogotá del Polo Democrático Alternativo. Fue nuevamente electo en 2022, siendo parte de la lista del Pacto Histórico.

## Biografía
Uribe Muñoz es un  abogado defensor de derechos humanos. Hasta antes de su posesión como congresista, se desempeñó como presidente del grupo de abogados José Alvear Restrepo. Nació en Bucaramanga, pero desde muy joven reside en la capital del país donde estudió derecho en la Universidad Católica de Colombia, se especializó en Derecho Laboral y relaciones industriales de la Universidad Externado de Colombia y en derechos humanos de la ESAP.
Dentro del campo de los derechos humanos, fue miembro durante 23 años del colectivo de abogados José Alvear Restrepo, vicepresidente de la Federación Internacional por los Derechos Humanos (FIDH) desde 1998 hasta 2006, fue juez del tribunal permanente de los pueblos en juicios éticos contra empresas extranjeras por violaciones de derechos humanos.
En 2014 aspiró a la Cámara de Representantes de Colombia, cargó al cual fue elegido con 19 882 votos.
En abril de 2018, anunció su apoyo a la candidatura de la Colombia Humana de Gustavo Petro.
Alirio Uribe Muñoz, actualmente es representante a la Cámara de Representantes de Colombia, por Bogotá y por el Pacto Histórico e integrante de varias comisiones, entre ellas la Comisión Primera Constitucional, la Comisión Legal de Investigación y Acusación, la  Comisión Legal de Paz y Posconflicto creada en 2024, así como de otras ocho Comisiones Accidentales.

## Reconocimientos
Uribe Muñoz recibió el 31 de marzo de 2003, el Premio para Defensores de Derechos HumanosPremio Martin Ennals 2003, otorgado a instituciones y personas por las redes mundiales más importantes en derechos humanos, entre ellas, Amnistía Internacional AI, Defensa de los Niños Internacional, Diakonie Human Rights Desk, la Federación Internacional por los Derechos Humanos, Human Rights Watch (HRW), Organización Mundial Contra la Tortura (OMCT), Servicio Social Internacional por los Derechos Humanos, Comisión Internacional de Juristas, Internacional Alert y Huridocs.
Este premio fue entregado por su lucha constante contra la corrupción y la impunidad en Colombia desde principios de los años 90, época en la cual, Uribe Muñoz, centró su trabajo en investigar la implicación de los grupos paramilitares en connivencia con el Estado en los asesinatos políticos, las desapariciones y desplazamientos forzados de cientos de colombianos. El premio le fue entregado por el entonces Alto Comisionado de las Naciones Unidas para los Derechos Humanos, Sergio Vieira de Mello.
Así mismo, recibió de manos de Jacques Chirac Presidente de Francia, el Premio de Derechos Humanos de la República Francesa para el Colectivo de Abogados José Alvear Restrepo, el 10 de diciembre de 1996 en el Palacio del Eliseo en la ciudad de Paris.

## Lucha contra la Impunidad
Durante estos 23 años de labores en el CAJAR, Alirio asumió más de 200 acciones legales como parte civil en representación de víctimas o familiares dentro de los procesos adelantados por Fiscales y Jueces buscando el esclarecimiento de la verdad y la sanción penal de los responsables, acompañando a los afectados en las denuncias y en los procesos disciplinarios adelantados ante la Procuraduría con el fin de que los violadores a los derechos humanos sean separados del servicio, presentando demandas contra el Estado por homicidios, masacres, desapariciones forzadas y otras violaciones cometidas por sus agentes, buscando la reparación de los perjuicios morales y materiales causados a las víctimas o familiares. Presentó asimismo varias acciones ante instancias de Supervisión Internacionales ante la OEA (Comisión Interamericana de Derechos Humanos) y ONU por violaciones de derechos humanos.
De tal manera, fue representante de víctimas en reconocidos casos, como el del asesinato del periodista Jaime Garzón, el del último senador de la Unión Patriótica Manuel Cepeda Vargas, en el crimen del profesor Alfredo Correa de Andreis, entre otros.
Precisamente por su labor como abogado de víctimas de crímenes de Estado, fue el jurista más perseguido por el Departamento Administrativo de Seguridad – DAS -, en lo que se conoce como las interceptaciones ilegales del DAS, entidad que realizó un completo seguimiento de Uribe Muñoz, de su identificación personal, hoja de vida, información biográfica, tarjeta profesional, pasaporte, certificado judicial, estado civil, estudios realizados, dirección de residencia, hábitos, debilidades y fortalezas, lugares frecuentados, estructura familiar, nombre de los hijos y padres, amigos y compañeros de trabajo, cuentas bancarias, créditos y contactos en el exterior.
Igualmente contribuyó al impulso de múltiples demandas públicas ante la Corte Constitucional y ante el Consejo de Estado con el fin de que normas que propiciaban o eran violatorias de los derechos humanos, y que atentaban contra los principios democráticos plasmados en la Constitución y en las normas de la OEA, ONU y OIT fueran retiradas de la legislación con la declaratoria de inconstitucionalidad o de nulidad, como en el caso de bases militares estadounidenses y fuero penal militar.
Durante varias etapas de su vida como jurista, Uribe Muñoz se ha desempeñado como profesor universitario con experiencia en pregrado, en especializaciones y diplomados en el área de los derechos humanos. Desde la cátedra, ha buscado comprometer nuevos abogados con la defensa, prevención y promoción de los derechos humanos en Colombia. Ha sido conferencista en múltiples eventos internacionales e igualmente ha contribuido a la discusión y análisis con artículos para revistas y otros medios de comunicación que muestran la realidad colombiana en estos temas.
De manera más sistemática ha contribuido en varias publicaciones e investigaciones  con temas que tienen que ver con la justicia e impunidad, sobre la exigibilidad y justiciabilidad de los derechos económicos, sociales y culturales (DESC), la práctica sistemática de la tortura en la Región del Magdalena Medio, la integralidad de los derechos humanos y los mecanismos de protección, los abusos de los Estados de Excepción, la criminalización de la protesta popular, la situación carcelaria, los derechos humanos constitucionales, la agenda de paz, sobre el derecho a la salud, sobre el derecho a la alimentación, sobre la justicia universal, entre muchos otros temas en los que se combinan planteamientos teóricos con la práctica cotidiana de una dedicación exclusiva al trabajo de los derechos humanos.